# 魚允姫
魚允姫（オ・ユニ、어윤희、1878年6月30日 - 1961年11月18日）は、女流独立運動家、社会事業家である。本貫は咸従魚氏。
甲午農民戦争時に夫を失った。1912年に美理欽女学校を卒業し、人里離れた島で伝道師として働いた。三・一運動の時の独立宣言書を配布して시가 행진に先に立ってから逮捕して2年間獄中生活をした。その後臨時政府で派遣された密使に旅費と隠れ処を提供し、開城警察署爆破計画に加わって拘束された。釈放後開城に有隣保育園を設立し、朝鮮戦争時に越南した。1953年に社会事業家で表彰を受け、1959年に人権擁護功労表彰、1961年に3・1運動善導者表彰などを受けた。